# 诺尔斯克村委员会
诺尔斯克村委员会（俄语：Норский сельсовет）是俄罗斯联邦阿穆尔州谢列姆扎区所属的一个村委员会。其下辖有2个居民点，行政中心为诺尔斯克。据2016年统计，该村委员会的人口为335人。